# São Martinho de Antas e Paradela de Guiães
São Martinho de Antas e Paradela de Guiães (llamada oficialmente União das Freguesias de São Martinho de Antas e Paradela de Guiães) es una freguesia portuguesa del municipio de Sabrosa, distrito de Vila Real.

## Historia
Fue creada el 28 de enero de 2013 en aplicación de una resolución de la Asamblea de la República de Portugal promulgada el 16 de enero de 2013 con la unión de las freguesias de Paradela de Guiães y São Martinho de Antas, pasando su sede a estar situada en la antigua freguesia de São Martinho de Antas.

## Demografía
| Gráfica de evolución demográfica de São Martinho de Antas e Paradela de Guiães entre 2011 y 2021 |
|                                                                                                  |
| Datos según el nomenclátor publicado por el INE portugués.                                       |